# Moses Magnum
Moses Magnum est un personnage de fiction, trafiquant d'armes, terroriste et super-vilain, appartenant à l'univers de Marvel Comics. Créé par Gerry Conway et Ross Andru, il est apparu pour la première fois dans Giant-size Spider-Man #4, en avril 1975.

## Biographie du personnage
Moses Magnum est né en Éthiopie, 15 ans avant l'invasion italienne. Fasciné par les armes, il devint l'assistant de l'armée italienne, contre son propre peuple, puis se fit naturaliser américain.
Il fut engagé par une corporation pour tester un gaz mortel sur des humains, qu'il kidnappa et transféra en Amérique du Sud, où le gaz fut relâché par hélicoptère. Spider-Man et le Punisher tentèrent d'aider les captifs, et finalement Magnum se retrouva piégé dans une salle remplie de gaz, laissé pour mort. Il réussit en fait à revêtir une combinaison et s'échappa.
Après une opération avortée en Alaska, il affronta Luke Cage dans sa base.
Blessé, il fut sauvé de la mort par Apocalypse, qui lui offrit des pouvoirs contre sa servitude. L'éthiopien accepta et fut transformé par les machines du mutant.
Devenu très puissant et à la tête d'une armée de Mandroids qu'il avait achetés, Moses partit dans l'archipel du Japon, où il déclencha des éruptions volcaniques, censés endurcir l'Humanité. Mais il profita aussi de la panique pour faire chanter le gouvernement Japonais pour se faire remettre le pays, ou il coulerait l'île. Il fut finalement battu par Feu du Soleil, les X-Men et le Hurleur qui perdit pendant un temps ses pouvoirs après avoir trop forcé dessus.
Après s'être remis sur pied, Magnum retourna faire des affaires et s'empara de la petite nation de Canaan en Afrique. Usurpant le pouvoir du roi, il fit venir des centaines d'Afro-Américains qu'il naturalisa. Il essaya d'annexer le Wakanda mais fut stoppé par Deathlok (qu'il tenta d'acheter) et la Panthère Noire qu'il voyait comme un ennemi voisin. Son assassin d'élite, Killjoy fut d'ailleurs fait prisonnier.
Chassé, Magnum fut retrouvé par son maître Apocalypse, qui le punit en troublant ses pouvoirs. Il provoquait alors des petits séismes quand il restait en contact avec le sol. L'Éthiopien dépensa une grosse somme de sa fortune pour faire construire une île flottante.
Pour stabiliser ses pouvoirs chaotiques, il tenta de voler un appareil sismique. Triathlon et les Vengeurs déjouèrent ses plans. Mais le vilain disparut dans une crevasse en Martinique.
On le retrouve aux côtés de trois autres malfrats servir "d'acteur" pour des mises en scène visant à promouvoir Daken. Il le bat d'une décharge d'énergie lors du premier combat, puis Daken le sauve et le tue plus tard.

## Pouvoirs et capacités
- Moses Magnum a été muté par Apocalypse. Il possède désormais une force exceptionnelle.
- Au combat, il peut émettre des ondes capable de provoquer de petits séismes.
- Grâce à  sa fortune, Magnum a recours à des troupes de mercenaires qu'il arme depuis ses propres usines high-tech. Il commandait une troupe de Mandroids pendant un temps.

## Hommes de main

### Killjoy
Pour les articles homonymes, voir Killjoy (homonymie).
Killjoy est un personnage de fiction, super-vilain qui est apparu pour la première fois dans le comic book Deathlok #23, en 1993.
L'assassin africain surnommé Killjoy est l'homme de main du marchand d'armes Moses Magnum. Lorsque ce dernier lui assigne la mission de tuer la Panthère Noire. Il est stoppé par Deathlok, en visite en Afrique, et finit dans la prison du Wakanda.
Killjoy n'a pas de super-pouvoirs. Il emploie une grande variété d'armes, comme deux sabres en adamantium, de multiples armes à feu, un lance-flamme, des couteaux de jet... Son gant droit est équipé d'un appareil lanceur de lames métalliques. C'est un bon athlète, agile et capable de bouger en silence. Il a reçu une formation militaire et possède un entraînement d'assassin.

## Apparition dans d'autres médias

### Série télévisée
- 2009-2012 : Iron Man: Armored Adventures (série d'animation):

Cette version est wakandais. Après avoir tué Tchaka et volé du vibranium, il se rendit en Amérique pour vendre le métal à AIM mais se retrouva confronté à Iron Man et Black Panther. Ces deux héros unissent leurs forces et arrêtent Moise Magnum avant qu'il ne vende le vibranium à AIM.